# Chapelle Notre-Dame-du-Rosaire de Lille
Pour les articles homonymes, voir Chapelle Notre-Dame-du-Rosaire.
La Chapelle Notre-Dame-du-Rosaire est située dans le quartier du Saint-Maurice Pellevoisin à Lille. C'est une chapelle, de type moderne, dédiée à Notre-Dame du Rosaire et au sein de laquelle est pratiqué le rite tridentin appelé aussi « forme extraordinaire du rite romain ». Elle appartient au Prieuré de la Sainte-Croix, lui-même dépendant de la Fraternité sacerdotale Saint-Pie-X (FSSPX).
Ce site est desservi par la station de métro Saint-Maurice Pellevoisin.

## Historique
En 1986, le bâtiment des anciens ateliers de tricotage Devylerre vit son intérieur aménagé de telle manière qu'il fût propice à la messe, en langue latine, selon la forme extraordinaire du rite romain. À cette occasion, la chapelle fut baptisée « Notre-Dame du Rosaire ». Le besoin d'un édifice neuf et plus conforme aux besoins du culte et des fidèles s'était ensuite progressivement imposé. Malgré une certaine lenteur administrative due à diverses contestations quant au permis de construire, le dossier, officiellement amorcé dès novembre 2001, fut finalement validé par la mairie de Lille en novembre 2003.
En février 2004, les travaux de démolition de cet ancien bâtiment, faisant jusqu'alors toujours office de chapelle, débutent sous l'égide de l'architecte Benoît Deryckere.
Le samedi 9 avril 2005, l'abbé de Cacqueray-Valmenier, le Supérieur du District de France de la FSSPX, procéda à la bénédiction de la chapelle Notre-Dame-du-Rosaire à Lille ; l'autel a été consacré en octobre de la même année par Mgr de Galarreta.
Au soir du lundi 8 décembre 2008 (solennité de l'Immaculée conception), l’abbé Berteaux consacre le Doyenné du Nord de la Fraternité sacerdotale Saint-Pie-X au Cœur Douloureux et Immaculé de Marie.

## Description
D'architecture moderne, mais alliée à des formes classiques, la façade est en briques rouges-orangées. Le pignon est surmonté d'une grande croix de fer forgée à son sommet et trois grandes portes de bois agrémentent la façade.
La chapelle est dotée d'un intérieur sobre de 12 mètres de large sur 25 mètres de long. Cependant, sa charpente interne apparente contribue à lui donner un aspect intérieur relativement chaleureux. Le chœur, seul à baigner dans une lumière naturelle, contraste avec la nef qui réside, en tout temps, dans une sorte de semi-pénombre. Ce même chœur contient un autel de pierre et une grande croix le dominant.

## Mobilier
- L'autel sculpté, d'une tonne et demie, est composé de pierre blanche pour les massifs et de « pierre bleue  de Tournai » quant à la table.
- La statue de Notre-Dame du Rosaire, vocable ici retenu pour la Vierge Marie, est en pierre polychrome, placée à gauche de l'entrée du chœur.
- Le chemin de croix en terre cuite, aux couleurs chaudes, parcourt les murs latéraux.
- Le font baptismal, sculpté dans les mêmes pierres que l'autel, se trouve à l'entrée gauche de la nef.
- Une statue de Saint Joseph.